# Stará Voda (przystanek kolejowy)
Stará Voda – przystanek kolejowy znajdujący się we wsi Stará Voda w kraju koszyckim na linii kolejowej 173 Margecany – Červená Skala na Słowacji.